# Muletrain
Muletrain est un groupe de punk rock espagnol, originaire de Madrid. Il est formé en 2003, et joue un mélange de punk rock, punk hardcore et thrash metal. Il compte un EP, trois albums, et plusieurs participations à des compilations. Muletrain s'inspire de groupes locaux comme Aerobitch (d'où viennent trois de leurs membres), Poison Idea, Zeke, Turbonegro, Black Flag, MC5 et des Stooges.
Il se fait connaitre dans le circuit punk underground, puis, par la suite, par le grand public. Le groupe se sépare en 2009.

## Biographie
Le groupe est formé à Madrid en 2003. Mario (Screamin' Mario Loco, du groupe Chingaleros), Ivar et Nacho sont d'anciens membres du groupe de punk rock local Aerobitch. Après dix ans d'existence, Aerobitch se sépare et quatre de ses anciens membres s'orienteront punk hardcore. Ensemble, ils forment Muletrain.
Le groupe recrute Servan (Servando Rocha, ex-Milk Fiction) à la batterie, et consolide ainsi définitivement la formation. En  janvier 2003, ils enregistrent leur première démo, produite par Moncho Campa, dans l'intention de se faire remarquer par les labels. Javi, responsable du label No Tomorrow leur offre la possibilité de publier un premier album. Ils y publient alors l'EP homonyme, Muletrain.
En 2004, après avoir signé au label Beat Generation, le groupe entre aux studios Euram, de Madrid, avec Sergio Delgado. Les sessions d'enregistrement résultent en la sortie d'un premier album studio, intitulé Demolition Preachin, que le groupe dédiera à Johnny Cash et Joe Strummer (du groupe The Clash). Ils enregistrent tous les instruments sur un week-end, mais passent plus de temps sur les parties vocales. Le groupe n'est pas considéré ouvertement politisé, mais expose sa haine du système (dans des chansons telles que I'm Inside, Next Level et Demolition Preachin') et de l'exploitation humaine (Black Zodiac, Riot Hop). L'album est salué par la critique. Des magazines comme Ruta 66, Mondosonoro (qui le liste meilleur album de l'année) et OX Magazine, et des fanzines web comme iPunkRock, Lowcut et Calzada News accueillent positivement l'album.
À la fin 2006, ils publient leur deuxième EP, qui comprend la chanson The Worst Is Yet to Come et deux autres chansons en face B. En 2007 sortent leurs deux autres EP : The Ansar E.P. et Rocks.
En 2009, ils publient leur dernier album studio en date, Crashbeat. Il est d'une durée de 25 minutes et 53 secondes (le plus long fait par le groupe) et se caractérise par des éléments punk, hardcore et rock and roll. Un documentaire concernant Muletrain, intitulé Dios salve al rock de estadio, est réalisé par David Álvarez et Ivar Muñoz-Rojas.Il est présenté au New York Independent Film and Video Festival 2009 et déclaré meilleur documentaire musical dans la catégorie indépendant. Le 7 décembre 2009, le groupe annonce officiellement sur Myspace sa séparation.

## Membres
- Screamin' Mario Loco - chant, guitare
- Ivar - guitare solo, chœurs
- Nacho - basse, chœurs
- Servan - batterie, chœurs

## Discographie

### Albums studio
- 2004 : Demolition Preachin' (Beat Generation)
- 2006 : The Worst Is Yet to Come (Beat Generation)
- 2009 : Crashbeat

### Singles et EP
- 2003 : Muletrain (No Tomorrow)
- 2006 : Back Door (Discos Subterráneos/Punk Machine Records)
- 2007 : The Ansar E.P. (Beat Generation)
- 2007 : Rocks (Sell Our Souls)

### Participations
- 2005 : Teenage Depression sur la compilation Greetings from Rock Palace
- 2005 : Desperate for You sur la compilation Morir con las botas puestas. Homenaje a Motörhead (album hommage à Motörhead)
- 2005 : Feeling fine sur la compilation Calzada News
- 2004 : Días de destrucción sur la compilation Homenaje a Espasmódicos y a la Memoria de Kike Kruel (album hommage à Espasmódicos)
- 2004 : Chemical Shuttle sur la compilation We Hate the Underground